# Релігійні мотиви у фантастиці
Вигадана релігія, гіпотетична релігія, уявна релігія або вигадана релігія належить до вигаданої системи вірувань, створеної для цілей літератури, фільму чи гри. Вигадані релігії можуть бути складними та натхненними існуючими релігіями або ґрунтуватися на них. Одним із найбільш відомих і впливових прикладів є «Міф Ктулху» Говарда. П. Лавкрафта.
Деякі вигадані релігії знайшли справжніх послідовників у реальному світі, а деякі твори художньої літератури надихнули нові релігійні рухи (наприклад, Церква всіх світів, джедаїзм або матриксизм); інші з самого початку були задумані як пародійні релігії (наприклад, дискордіанізм і церква летючого локшинного чудовиська).

## Релігія у фантастиці
Релігійна тематика здавна була важливою темою художньої літератури. Однією з цих тем є тема вигаданої релігії: вигадана система вірувань, створена для цілей літератури, фільмів чи ігор. : 162  Багато вигаданих релігій зустрічаються у фантастиці, зокрема, у жанрах наукової фантастики та фентезі. Іноді вони призначені для сатиричних цілей, а іноді вони є «продуманими екстраполяціями в соціології релігії» або «щирими баченнями кращих [релігій]». : 434 Браян Стейблфорд, маючи на увазі «гіпотетичні» або «уявні» релігії в науковій фантастиці, зазначає, що їхні розповіді «неминуче породжують питання, подібні до тих, що ставляться соціологами та психологами релігії, загострені невдоволенням, яке письменники зазвичай відчувають щодо недосконалості своїх релігій». власну релігійну культуру». : 434 Стейблфорд припускає, що традиція фантастики (або, зокрема, утопічної фантастики ) проектування «найкращих релігійних культур і організацій» може бути простежена принаймні до «Утопії» Томаса Мора (1516). : 434 Стейблфорд також припускає, що «найбільш вражаючі та запам’ятовуються образи вигаданої релігії» — це жахливі або комічні, зазначаючи, наприклад, що зображення теократій у фантастиці зазвичай є негативним і використовується для протиставлення таких суспільств ліберальним; останні зазвичай більш позитивно оформлені, посилаючись на приклад циклу романів «Культура» Аєна М. Бенкса. : 434–435 
Релігійна тематика часто зустрічається в деяких творах наукової фантастики. В американській науковій фантастиці вигадані релігії були тропом, який, як стверджує Стейблфорд, був введений із деяким запізненням, оскільки деякі письменники, особливо на початку 20-го століття, не хотіли ображати читачів темами, які вважалися морально підозрілими. У 1940-х і 1950-х роках це почало змінюватися, наприклад, з роботами Роберта Е. Гайнлайна «Якщо це триватиме…» (1940) і «Шоста колонна» (1941), а також Фріца Лайбера «Збирайся, темряво»!» (1943). Твори Гайнлайна протиставляють «злу фальшиву релігію» та «благонамірну фальшиву релігію», тоді як історія Лайбера зображує «чеснотний фальшивий сатанізм як ліки від злої фальшивої благочестя» . : 435 У деяких оповіданнях того періоду критику релігії можна побачити в оповіданнях, у яких люди використовують вигадану релігію, щоб впливати (навчати чи контролювати) примітивніші іншопланетні суспільства (наприклад, "Ультразвуковий бог " Л. Спреґа де Кемпа, 1951 та Роберта Сілвеберґа та Рендола Гаррета Оповита планета, 1957). : 81 Бене Ґессерит, таємна організація з «Дюни» Френка Герберта (1965), «посіяла міфи та ритуали в різноманітних культурах на випадок, якщо Бене Гессеріт потребує контролю над ними». : 114 
Окрім вигаданих релігій людей, деякі твори обговорюють концепцію іншопланетних релігій. Серед творів, що стосуються чужоземних релігій чи інституцій, є "Пісня про Лію " Джорджа Р. Р. Мартіна (1974) і "Гіперіон « Дена Сіммонса (1989); іншопланетні місіонери відвідують Землю, серед іншого, у фільмі Дейвіда Ґая Комптона „Місіонери“ (1972). : 435  У деяких роботах релігії представлені в контексті „інструментальності майбутньої тиранії“, як-от у „Цей світ-фортеця“ Джеймса Е. Ґанна (1955). Інші розповідають про релігії, які сформувалися чи розвинулися в постапокаліптичних умовах („Кантата за Лейбовіцем“ Волтера М. Міллера, 1960) або в середовищі міжзоряних цивілізацій („Гіперіон“ Сіммонса або цикл Френка Герберта та Білла Ренсома, розпочатий романом «Інцидент з Ісусом», 1979) або зі штучним інтелектом (Проєкт «Папа»» Кліффорда Д. Сімака, 1981). Повість "(«Океанік>»; 1998) описує конфлікт між вигаданими майбутніми релігійними конфесіями в постлюдському контексті.  : 435—436  Вільні з «Дюни» Френка Герберта сповідують «майбутню форму ісламу». : 114 « Колиска для кішки» Курта Воннеґута (1963) містить жартівливу вигадану релігію, боконізм, і часто цитується як класика жанру сатиричної критики релігії. : 434  І навпаки, деякі вигадані релігії прихильно ставляться до реальних релігій: космологію «Зоряних воєн» сприймають як закодовану християнську теологію. Інші відверто прорелігійні: у деяких християнських науково-фантастичних творах, таких як серія «Космічна трилогія» Клайва Стейплза Льюїса, починаючи з («За межі мовчазної планети» ,1938), релігійні обряди на Марсі та Венері вигадані, але узгоджені з християнськими віруваннями та схвалені. Орсон Скотт Кард критикував жанр наукової фантастики за надмірне спрощення релігії, яку, як він стверджує, завжди негативно зображують як «смішну та фальшиву».
У фантастичних романах індивідуальна віра в божество або божества зазвичай сприймається схвально. Навпаки, організовані релігії, які є частиною фантастичного світу, часто зображуються як корумповані: наприклад, «омніанізм» у «Дрібних богах» Террі Пратчетта; інші романи, в яких організована релігія розглядається таким чином, включають цикл Урсули К. Ле Гуїн «Земномор'я». Фантастичні твори, пов'язані з реальним світом, часто зображують відомі організовані релігії як жадібні влади та скаржаться на зменшення релігійного розмаїття релігійного розмаїття, пов'язане з концепцією Золотого віку (наприклад фентезійні твори Томаса Барнетта Свонна). Кілька вигаданих релігій описано в серії «Пісня льоду та полум'я» Джорджем Р. Р. Мартіном (також відомої як серія «Гра престолів» ; 1996-) і є прикладом складної побудови світу. : 288  Вигадану постхристиянську релігію з «Нації» Пратчетта описують як «складну та суперечливу — як будь-яка справжня релігія», а використання вигаданої релігії, як кажуть, «зробить тему релігії більш доступною (і, можливо, менш суперечливим)» для читача, якого «заохочують думати як про переваги, так і про проблематичні виміри релігії» загалом, не відволікаючись на розгляд цих питань з точки зору релігій реального світу. : 180 
Значною мірою пов'язаний із жанром жахів, «міф Ктулху» Говарда. П. Лавкрафта описується як "щось на кшталт офіційної вигаданої релігії фентезі, наукової фантастики та жахів, кошика для письменників, яким потрібні неймовірно великі та неймовірно байдужі, дивовижні сутності. «.
Вигадану релігію також можна знайти в іграх, будь то рольові чи відео. : 162  М. А. Баркер М. Е. Р. Баркер, лінгвіст і дизайнер ігор (творець сеттингу Tékumel Tékumel), написав статтю „Створіть релігію у вільний час для розваги та прибутку“ (1980), у якій представив свої детальні вказівки щодо створення вигаданої релігії. для ігор, що фактично рекомендує, що будь-яка вигадана релігія, яку читачі (або гравці повинні сприймати серйозно), має бути створена з „рівнем реалізму антрополога“. Деякі вигадані релігії в рольових іграх викликають суперечки через звинувачення в заохоченні окультизму (див. також: релігійні заперечення у «Dungeons & Dragons»). У відеоіграх зображення іншопланетних релігій у серії Ефект маси (пов'язаної з персонажами Мордіна Солуса та Зейна Кріоса) було оцінено як „зворушливе та зворушливе“. : 25 Тейна, зокрема, похвалили за новаторську характеристику як відверто релігійного персонажа відеоігор. Було припущено, що позитивне сприйняття Тана та його релігії гравцями пов'язане з тим фактом, що гравці чітко визнають їх іншопланетянами, що не вимагає коментарів щодо релігій і духовності реального світу, тоді як цього не можна сказати про більше критично сприйнята персонажем серіалу, людиною Ешлі Вільям та її релігійністю.

## Приклади творів
Чимало інших фантастичних романів мають зміст релігійної спрямованості чи мають релігійні мотиви у назвах творів, нижче наведено найвідоміші серед подібних книг:
1. Іван Тавчар (словен. Ivan Tavčar) „4000-й рік“ (словен. «4000») (1891) (Словенія)
2. Від Печьяк (словен. Vid Pečjak) „Адам та Єва на планеті старців“ (словен. «Adam in Eva na planetu starcev») 1972) (Словенія) https://www.dlib.si/details/URN:NBN:SI:DOC-5NJHPL33
3. Гаррі Кілворс[en] (англ. Garry Kilworth) „Архангел“ (англ. «Archangel»)  (1994) (Англія)[28]
4. Майкл Коннер[en] (англ. Mike Conner) „Архангел“ (англ. «Archangel»)  (1995) (США)[29]
5. Маргарита Рід[d] (англ. Marguerite Reed) „Архангел“ (англ. «Archangel»)  (2015) (США)[30]
6. Шерон Шинн[en] (англ. Sharon Shinn) „Архангел[en]“ (англ. «Archangel»)  (1996)(США)[31]
7. Розмері Еджгілл[en] (англ. Rosemary Edghill) „Архангельський блюз“ (англ. «Archangel Blues»)  (1995) (США)[32]
8. Джон Кемерон[en] англ. John Cameron) „Астролог[en]“ (англ. «The Astrologer») (1972) (США)[33]
9. Гейфорд Пірс[en] (англ. Hayford Peirce) „Барр в Едемському саду“ (англ. «The Burr in the Garden of Eden»)  (США)[34]
10. Томас Дж. Басс англ. T. J. Bass) „Бог-кит“ (англ. «The Godwhale») (США)[35]
11. Марк С. Джестон (англ. Mark S. Geston) „Боги зорельоту[en]“ (англ. «Lords of the Starship») (США)[36]
12. Жерар Клайн (фр. Gerard Klein) „Боги війни[fr]“ (фр. «Les Seigneurs de la guerre») (1970) (Франція)[37]
13. Індо Біндер[en] (англ. Eando Binder)  „Боги творіння“ (англ. «Lords of Creation») (1939) (США)[38]
14. Філіп К.Дік (англ. Philip K. Dick)  „Божествене втручання[en]“ (англ. «The Divine Invasion»)  (1981) (США)[39]
15. Мак Рейнольдс (англ. Stanley Weinbaum) „Божою силою[it]“ (англ. «Of Godlike Power») (1965) (США)[40]
16. Тім Пауерс (англ. Tim Powers) „Брама Анубіса[en]“ (англ. «The Anubis Gates») (1983) (США)[41]
17. Браєн Стейблфорд (англ. Brian Stableford)  „Брама раю“ (англ. «The Gates of Eden»)  (1983) (Англія)[42]
18. Джон Бекстер[en] (англ. John Baxter)  «Вбивці Бога» (англ. The God Killers) (1966) (США)[43]
19. Адам Вишневськи-Снерг (пол. Adam Wiśniewski-Snerg) «Від злодія» (пол. «Według łotra») (1978) (Польща)[44]
20. Андреас Ешбах (нім. Andreas Eschbach) «Відео Ісуса» (нім. «Das Jesus Video») (1998) (Німеччина)[45]
21. Гаррі Муліш (нід. Harry Mulisch) «Відкриття небес» (нід. «De ontdekking van de hemel») (1992) (Нідерланди)[46]
22. Чарльз Вільямс[en] (англ. Charles Williams) «Війна у небесах» (англ. «War in Heaven»)  (1930) (Англія)[47]
23. Марк Кліфтон (англ. Mark Clifton) «Вісім ключів до раю» (англ. «Eight Keys to Eden») (1960) (США)[48]
24. Роберт Г'ю Бенсон (англ. Robert Hugh Benson) «Володар світу» (англ. «Lord of the World») (1907) (Англія)[49]
25. Ян Гійу (швед. Jan Guillou) «Гори богів» (швед. Gudarnas berg) (1990)
26. Стенлі Шмідт (англ. Stanley Schmidt) «Гріхи батьків» (англ. «The Sins of the Fathers») (1974) (США)[50]
27. Чарльз Ґ. Фінні (англ. Charles G. Finney) «Гріховне місто» (англ. «The Unholy City»)*  (1937) (США)[51]
28. Дін Р. Кунц (англ. Dean R. Koontz) «Демонічне сім'я[it]» (англ. «Demon Seed») (США)[52]
29. Джеймс Бліш (англ. James Blish) «День диявола» (англ. «The Devil's Day») (1980) (США), (Англія)[53]
30. Кларк Дарльтон (нім. Clark Darlton) & Еріх фон Денікен (нім. Erich von Däniken) «День, коли боги померли» (нім. «Der Tag an dem die Götter starben») (1969) (Німеччина & Швейцарія)[54]
31. Уго Малагуті (італ. Ugo Malaguti) «Дива сатани» (італ. «Satana dei Miracoli») (Італія)[55]
32. Р. А. Лафферті (англ. R. A. Lafferty) «Диявол мертвий» (англ. «The Devil Is Dead») (США)[56]
33. Рене Баржавель (фр. René Barjavel) «Дідько віднесе[fr]» (англ. «Le diable l'emporte» (1948) (Франція[57] https://www.isfdb.org/cgi-bin/title.cgi?1715215 [57]
34. Мері Доріа Расселл (англ. Mary Doria Russell)  «Діти Бога» (англ. «Children of God»)  (1998) (США)[58]
35. Реймонд З. Ґеллун[en] (англ. Raymond Z. Gallun) «Едемський цикл» (англ. «The Eden Cycle») (США)[57] (1974)[59]
36. Л. А. Тейлор (англ. L. A. Taylor) «Експеримент «Батько-Отець»» (англ. «The Fathergod Experiment», 1999) (США)[60]
37. Ярослав Вейс (чеськ. Jaroslav Veis) «Експеримент для третьої планети» (чеськ. «Experiment pro třetí planetu»)[61] (1976) (Чехія)
38. Джеймс П. Хоґан[en] «Експеримент Мінерви[en]» (англ. The Minervan Experiment, 1981) (Англія)[62]
39. Оґюст де Вільє де Ліль-Адан «Єва майбутнього» (фр. «L'Ève future») (1886)[63]
40. Джеймс Морроу (англ. James Morrow) «Єгова з батогом[en]» (англ. «Towing Jehovah») (1994) (США)[64]
41. Мартін Кейдін (англ. Martin Caidin) «Єрихон 52» (англ. «Jericho 52») (1979) (США)[65][66]
42. Пер Крістіан Єрсільд (швед. Per Christian Jersild) «Жива душа» (швед. «En levande sjal») (1980) (Швеція)[67]
43. Ґор Відал (англ. Gore Vidal) «Жити після Голгофи» (англ. «Live From Golgotha: The Gospel According to Gore Vidal») (1992) (США)[68]
44. Джон Бойд англ. John Boyd) «Запилювачі Едему» (англ. «The Pollinators of Eden», 1969) (США)[57] https://www.isfdb.org/cgi-bin/title.cgi?6016
45. Андре Моруа (фр. André Maurois) «Зважувач душ» (фр. «Le peseur d'ames») (1931) (Франція)[69]
46. Франц Верфель (нім. Franz Werfel) «Зірка ненароджених» (нім. «Stern der Ungeborenen») (1946) (Австрія)[70]
47. Кеннет Балмер[en] (англ. Kenneth Bulmer) «Земні боги йдуть» (англ. «The Earth Gods Are Coming») (1960) (Англія)[71]
48. Адзуса Ной (яп. 野阿梓) «Злий янгол» (яп. «?») (1991) (Японія)
49. Валеріо Еванджелісті (італ. Valerio Evangelisti) «Знамення» (італ. «Il presagio») (1999) (Італія)
50. П'єр Барбе[fr] (фр. Pierre Barbet) «Імперія Бафомета» (фр. «L'empire du Baphomet») (1972) (Франція)[72]
51. Філіп Хосе Фармер (англ. Philip José Farmer) «Ісус на Марсі» (англ. «Jesus on Mars») (1979) (США)[73]
52. Артур Кларк (англ. Arthur C. Clarke)  «Кінець дитинства» (англ. «Childhood's End»)  (1950) як «Янгол-охоронець» (Guardian Angel), переробл. (1953)[74]
53. Альфред ван Вогт «Книга Птаха» (англ. «The Book of Ptath») (1943) (Канада)[75]
54. Карлос Гардіні (ісп. Carlos Gardini) «Книга чорнозему» (англ. «El libro de la tierra negra)»)  (Аргентина)[76]
55. Грег Бір (англ. Greg Bear) «Ковадло Бога» (англ. «The Forge of God») (1987) (США)[77]
56. Аєн Воллес (англ. Ian Wallace)) «Комета Люцифера» (англ. «The Lucifer Comet») (США) (1980)[78]
57. Грег Бір (англ. Greg Bear)  «Королева янголів» (англ. «Queen of Angels») (1990) (США)[79]
58. Вокер Персі[en] (англ. Walker Percy) «Кохання серед руїн: пригоди поганого католика за часів, близькі до кінця світу» (англ. «Love in the Ruins: he Adventures of a Bad Catholic at a Time Near the End of the World») (1971) (США)[80]
59. Орсон Скотт Кард англ. Orson Scott Card) «Ксеноцид» (англ. «Xenocide») (1994) (США)[81]
60. Філіп Дік (англ. Philip K. Dick) «Лабіринт смерті[en]» (англ. «A Maze of Death») (1970) (США)[82]
61. Мартін Кейдін (англ. Martin Caidin) «Машина Господа» (англ. «The God Machine») (1968) (США)[83]
62. Чарлз Метьюрін[en] (англ. Charles Maturin) «Мельмот-блукач» (англ. «Melmoth the Wanderer») (1820) (Ірландія)[84]
63. Ґор Відал (англ. Gore Vidal) «Месія» (англ. «Messiah»)[85] (1954) (США)
64. Тур Оґ Брінґсвярд «Минотавр[no]» (англ. «Minotauros», 1980)[86]
65. Альгіс Будріс (англ. Algis Budrys) «Михайлівдень» (англ. «Michaelmas»)  (1977) (Литва, США)[87]
66. Джордж Ґріффіс (англ. George Griffith)  «Місіонер» (англ. «The Missionary»)  (1902) (Англія)[88]
67. Дейвід Гай Комптон (англ. David Guy Compton) «Місіонери» (англ. «The Missionaries») 1974) (Англія)[89]
68. Петрік Тіллі[en] (англ. Patrick Tilley)  «Місія» (англ. «Mission»)  (1981) (Вельс)[90]
69. Ларрі Нівен, Джеррі Пурнелл «Мошка у зіниці Господа» (англ. «The Mote in God's Eye») (1974) (США)[91]
70. Кеннет Балмер[en] (англ. Kenneth Bulmer) «Мудрість богів» (англ. «Wisdom of the Gods») (1958) (Англія)[92]
71. Дейв Волвертон[en] англ. Dave Wolverton) «На моєму шляху до раю[en]» (англ. «On My Way to Paradise») (1989)[93]
72. Аєн Вотсон[en] (англ. Ian Watson) «Набір Йони» (англ. «The Jonah Kit») (1975) (Англія))[94]
73. Андре Лавсі (англ. Andrew Lovesey) «Напівянголи» (англ. «Half angels», 1975)[95]
74. Томас Дж. Басс англ. T. J. Bass) «Наполовину надлюдина» (англ. «Half Past Human») (1971)[96]
75. Шарль Еннеберг[fr] (фр. Charles Henneberg) «Народження богів» (фр. «La Naissance des Dieux») (1954) (Франція)[97]
76. Шоу Дезмонд (англ. Shaw Desmond) «Народження світу» (англ. «World-Birth») (1938)[84]
77. Чарльз Вільямс[en] (англ. Charles Williams) «Низвергнення до пекла[en]» (англ. «War in Heaven»)  (1937) (Англія)[98]
78. Горацій Леонард Ґолд[en] (англ. Horace Leonard Gold)  та Л. Спреґ де Кемп (англ. James Blish) «Ніхто, крім Люцифера[en]» (англ. «None But Lucifer») (1939) (США) https://www.isfdb.org/cgi-bin/title.cgi?24181
79. Стенлі Вайнбаум (англ. Stanley Weinbaum) «Новий Адам» англ. «The New Adam») (1939)[99]
80. Ноель Роже[fr] (фр. Noëlle Roger) «Новий потоп» (фр. «Le Nouveau Déluge») (1922) (Швейцарія)[100]
81. Ендрю Екворс (англ. Andrew Acworth) «Новий рай» (англ. «A New Eden», 1892)[101]
82. Чарльз Дж. Катліфф Хайн[en] (англ. C. J. Cutcliffe Hyne) «Новий рай» (англ. «The New Edent») (1892) (Англія) https://www.isfdb.org/cgi-bin/pl.cgi?302200
83. Лестер дель Рей (англ. Lester del Rey) «Одинадцята заповідь» (англ. «The Eleventh Commandment») (1962) (США)[84] https://www.isfdb.org/cgi-bin/title.cgi?513711
84. Роберт Ф. Ян[en] (англ. Robert F. Young) «Останнє дерево Іґґдрасіль» (англ. «The Last Yggdrasill») (1982)[102]
85. Олаф Стейплдон (англ. Olaf Stapledon) «Останні і перші люди» (англ. «Last and First Men: A Story of the Near and Far Future») (1930) (Англія)[103]
86. Вольфганг Єшке (нім. Wolfgang Jeschke) «Останній день творіння» (нім. «Der letzte Tag der Schöpfung») (1981) (Німеччина)[104]
87. Джон Бойд (англ. John Boyd) «Останній зореліт з Землі» (англ. «The Last Starship from Earth») (США) (1968)[105]
88. Майкл Муркок англ. Michael Moorcock) «Ось людина» (англ. «Behold the Man») (1969) (Англія)[106]
89. Філіп Хосе Фармер (англ. Philip José Farmer) «Отець для зірок» (англ. «Father to the Stars») (1981) (США)[107]
90. Уго Малагуті (італ. Ugo Malaguti) «Палац у небесах» (італ. «Il Palazzo nei Cielo») (1970) (Італія)[108]
91. Баррі Молзберґ (англ. Barry N. Malzberg)  «Палаючий хрест» (англ. «Cross of Fire») (1982) (США)[109]
92. Сімон Вестдайк (нід. Simon Vestdijk) «Пан Віссер спускається до пекла[nl]» (нід. «Meneer Visser's hellevaart») (1934) (Нідерланди)[110]
93. Джеймс Блейлок[en] «Паперовий Грааль» (англ. «The Paper Grail») (1991) (США)[111]
94. Енджела Картер (англ. Angela Carter) «Пекельні машини бажання доктора Гоффмана[en]» (англ. «The Infernal Desire Machines of Doctor Hoffman») (1972) (Англія)[112]
95. Ларрі Нівен (англ. Larry Niven)  та Джеррі Пурнелл  (англ. Jerry Pournelle)  «Інферно» (англ. Inferno)  (1976) (США) https://www.isfdb.org/cgi-bin/title.cgi?1719
96. Деймон Найт (англ. Damon Knight) «Пекельний тротуар» (англ. Hell's Pavement) (1955) (США)[113]
97. Джоанна Расс (англ. Joanna Russ) «Пікнік у раю» (англ. «Picnic on Paradise») 1968) США[114]
98. Менлі Вейд Веллмен (англ. Manly Wade Wellman) «Після настання темряви[en]» (англ. «After Dark») (1980)[115]
99. Пер Крістіан Єрсільд (швед. Per Christian Jersild) «Після потопу» (швед. «Efter floden») (1982) (Швеція)
100. Джон Браннер (англ. John Brunner) «Поглянули агнці вгору» (англ. «The Sheep Look Up»)  (Англія)[116]
101. Ромен Гарі (фр. Romain Gary) «Подих[fr]» (англ. «The Gasp») (1973)(Франція, видано у США)[117]
102. Людвіг Гольберг «Подорож Нільса Клима до підземного світу[en]» (лат. Nicolai Klimii iter subterraneum, 1741)
103. Масакі Ямада (яп. 山田正紀) «Полювання на богів[ja]» (яп. «神狩り») (1974) (Японія)[118]
104. Майкл Бішоп (англ. Michael Bishop)  «Похорон вогняних очей» (англ. «A Funeral for the Eyes of Fire») (1975) (США)[119]
105. Пітер С. Біґл (англ. Peter S. Beagle) «Прекрасна й затишна місцина» (англ. «A Fine and Private Place») (1960) (США)[120]
106. Октавія Батлер (англ. Octavia Butler)  «Притча про сіяча» (англ. «Parable of the Sower»)  (1993) (США)[121]
107. Нільс Нільсен (дан. Niels E. Nielsen) «Правителі» (дан. Herskerne) (1970) (Данія)
108. Кліффорд Д. Сімак (англ. Clifford D. Simak) Проєкт «Папа» (англ. «Project Pope») (1981) (США)[122]
109. Орсон Скотт Кард англ. Orson Scott Card) «Промовець від мерців» (англ. «Speaker for the Dead») (1986) (США)[123]
110. Естер М. Фріснер[en] (англ. Esther Friesner) «Псалми Ірода» (англ. «The Psalms of Herod») (1996) (США)[124]
111. Шарль Дюї (фр. Charles Duits) «Птах Хотеп» (фр. «Ptah Hotep») (1971) (Франція)[125]
112. Метью Шиль англ. M. P. Shiel) «Пурпурова хмара» (англ. «The Purple Cloud») (1901)(Англія)[126]
113. Джин Вулф (англ. Gene Wolf)  — «П'ята голова цербера» (англ. «The Fifth Head of Cerberus»)  (1972) (США)[127]
114. Роберт Дж. Соєр (англ. Robert J. Sawyer) «Рахуючи Бога» (англ. «Calculating God»)[128]
115. Браєн Стейблфорд (англ. Brian Stableford)  «Реальності Тартара» (англ. «The Realms of Tartarus»)  (1977) (Англія)[129]
116. Гвідо Морселлі[en] італ. Guido Morselli) «Рим без Папи Римського. Римські хроніки кінця двадцятого століття» (італ. «Roma senza papa. Cronache romane di fine secolo ventesimo») (1974) https://www.isfdb.org/cgi-bin/title.cgi?3086254
117. Томас Р. П. Мільке[de] (нім. Thomas R. P. Mielke) «Сакриверсум» (нім. «Das Sakriversum»,1983)
118. Айзек Азімов (англ. Isaac Asimov) «Самі немов боги» (англ. «The Gods Themselves») (США) http://www.isfdb.org/cgi-bin/title.cgi?1861
119. Кліффорд Д. Сімак «Світ-цвинтар» (англ. «Cemetery World») (1973) (США) https://www.isfdb.org/cgi-bin/se.cgi?arg=Cemetery+World&type=Fiction+Titles
120. Брюс Стерлін (англ. Bruce Sterling)  — «Святий вогонь» (англ. «Holy Fire»)  (1996) (США) https://www.isfdb.org/cgi-bin/title.cgi?4803
121. Герберт Дж. Веллс (англ. H. G. Wells) «Святий терор[en]» (англ. «The Holy Terror») (1939) (Англія) https://www.isfdb.org/cgi-bin/title.cgi?1065946
122. Роберт Ґрейвз (англ. Robert Graves) «Сім днів на Новому Криті[en]» (англ. «Seven Days in New Crete») (Англія)
123. Пол Парк (англ. Paul Park)  «Солдати раю» (англ. «Soldiers of Paradise»)  (1987) (США) https://www.isfdb.org/cgi-bin/pl.cgi?31041
124. Говард Гендрікс (англ. Howard Hendrix)  «Списи Бога» (англ. «Spears of God»)  (2006) https://www.isfdb.org/cgi-bin/title.cgi?197400 https://www.isfdb.org/cgi-bin/title.cgi?1037052
125. Джеймс Бліш (англ. James Blish) «Справа совісті» (англ. «A Case of Conscience», 1958)  (США) https://www.isfdb.org/cgi-bin/title.cgi?2276
126. Баррі Молзберґ (англ. Barry N. Malzberg)  «Справа Содома та Гоморри» (англ. «The Sodom and Gomorrah Business») 1974) ((США)[130]
127. Ендрю Вайнер[ru] «Станція Геєнна» (англ. «Station Gehenna») (1987) (Канада)[131]
128. Шарлемань І. Дефонтене[fr] (фр. C. I. Defontenay) «Стар, або Псі Касіопеї[fr]» (фр. «Star; ou Psi de Cassiope») (1854) (Франція)[132]
129. Едгар Пенборн (англ. Edgar Pangborn) «Суд над Євою» (англ. «The Judgment of Eve») (США) (1966)[133]
130. Бернар Вербер (фр. Bernard Werber) «Таємниця богів[fr]» (фр. «Le Mystere des dieux») (2007) (Франція)[134]
131. Деймон Найт (англ. Damon Knight) «Творець людей» (англ. «The People Maker») (1959) (США)[135]
132. Теодор Стерджон (англ. Theodore Sturgeon) «Тілогосподнє» (англ. «Godbody») (1986) (США)[136]
133. Джеймс Барклі[en] (англ. James Barclay) «Той, хто був рівний богам» (англ. «Once Walked With Gods») (2010) (Англія)[137]
134. Джордж Зебровськи[en] (англ. George Zebrowski)  «Точка Омега» (англ. «The Omega Point»)  (1972)[138]
135. Вільям Бартон[en] (англ. William Barton)  «Трансміграція душ» (англ. «The Transmigration of Souls»)  (1996) (США)[139]
136. Дейвід Гай Комптон (англ. David Guy Compton) «Тривала Кетрін Мортенгоу» (англ. «The Continuous Katherine Mortenhoe») 1972) (Англія)[140]
137. Герберт Дж. Веллс (англ. H. G. Wells) «Усі на борту, тож рушаймо до Арарату[en]» (англ. «All Aboard for Ararat») (1940) (Англія)[141]
138. Пет Годжилл (англ. P. C. Hodgell) «Хода Бога» (англ. «God Stalk») (1982) (США)[142]
139. Деніел Фагунва[en] (йоруба Daniel O. Fagunwa) «Хоробрий мисливець у лісі демонів» (йоруба «Ògbójú Ọdẹ nínú Igbó Irúnmalẹ̀», 1938)[143]
140. Стефан Вуль (фр. Stefan Wul) «Храм минулого» (фр. «Le Temple du passé») (1957) (Франція)[144]
141. Роберт Сілвеберг (англ. Robert Silverberg) «Час змін» (англ. «A Time of Changes») (1971) (США)[145]
142. Челсі Квін Ярбро (англ. Chelsea Quinn Yarbro) «Час Четвертого вершника» (англ. «Time of the Fourth Horseman») 1976) США[146]
143. Алан Е. Нурс (англ. Alan E. Nourse) «Четвертий вершник» (англ. «The Fourth Horseman») (1983) (США)[147]
144. Бернард Вулф (англ. Bernard Wolfe)  «Чистилище» (англ. «Limbo»)  (1952) (США)[148]
145. Джеймс Т. Макінтош[en] (англ. J. T. McIntosh) «Шість брам з чистилища» (англ. «Six Gates from Limbo») 1968) (Шотландія)[149]
146. Джордж Алек Еффінджер[en] (англ. George Alec Effinger) «Що для мене важить ентропія?» (англ. «What Entropy Means to Me»)&nbs; (США)[150]
147. Едвард Еверетт Гейл[en] (англ. Edward Everett Hale) «Як вони жили в Гемптоні: дослідження практичного християнства на додачу до фабрики у Вулленсі» (англ. «How They Lived in Hampton: A Study of Practical Christianity Applied in the Manufacture of Woollens») (1878) (США)[151][152]
148. Роберт Гайнлайн «Якщо це триватиме...» (англ. «If This Goes On —») (1940) (США)[153]
149. Пол Дж. Макоулі (англ. Paul McAuley) «Янгол Паскуале» (англ. «Pasquale's Angel») (1994) (Англія)[154]
150. Наліні Сінг[en] (англ. Nalini Singh) «Янгольська кров» (англ. «Archangel»)  (2009) (Фіджі)

## Відлуння релігійних течій, створених фантастами реальному світі
Стейблфорд зазначає, що «мислителі та письменники, які не могли залишити осторонь свою власну схильність до віри», створили не просто літературні образи, а справжні нові культи різної популярності. : 434 Деякі існуючі релігії (нові релігійні рухи) більш-менш відкрито заявляють про свій «винайдений» статус, а деякі з них були натхненні творами художньої літератури чи поп-культури або навіть містять елементи опублікованої художньої літератури; деякі з них також називають «релігіями, заснованими на вигадці», а також " релігіями-пародіями ". : 1–3  Міфологія Церкви Саєнтології, написана Л. Роном Габбардом, значною мірою спирається на пульп-фентезі. : 434  Дискордіанізм, заснований у 1957 році, включає до свого канону трилогію "Illuminatus! " Роберта Ентона Вілсона та Роберта Ші. : 1 Заснована в 1968 році, назва Церкви всіх світів натхненна однойменною вигаданою релігією в науково-фантастичному романі «Чужинець у чужій землі» (1961) Роберта Е. Гайнлайна; церковна міфологія включає наукову фантастику донині. : 2  Церква підгенія, яку також зазвичай класифікують як пародійну релігію, відзначає кілька свят на честь персонажів художньої літератури та популярної культури, таких як Монті Пайтон, Дракула та Клаату, і на її міфологію вплинули, серед іншого, Міфи Ктулху про Лавкрафта. : 101, 104 Вигадана релігія з роману "Сім'я Землі" Октавії Е. Батлер (введена до сюжету роману «Притчу про сіяча», 1993) також призвела до деяких нових релігійних рухів у реальному світі. Джедаїзм, натхненний «Зоряними війнами», що виник приблизно у 2001 році та сповідує «цінності чернечого, пов'язаного честю й етичного Ордену джедаїв» : 140  і Matrixism, заснований у 2004 році та натхненний серією фільмів Лани та Лілі Вачовскі «Матриця», є одними з найновіших прикладів такого типу взаємодії між художньою літературою та релігією. Як стверджувала Керол К'юсак : «Джедаїзм і матриксизм сприймають уявлення про те, що цінності, зображені в кінематографічній науковій фантастиці, є більш „реальними“ та забезпечують більш значущу основу для життя, ніж існуючі „реальні“ релігії». : 3 